# Órgano de la iglesia del Salvador (Casas Bajas)
El órgano de la iglesia de Casasbajas se halla en la Iglesia Parroquial del Salvador, localidad del Rincón de Ademuz, provincia de Valencia (Comunidad Valenciana, España).

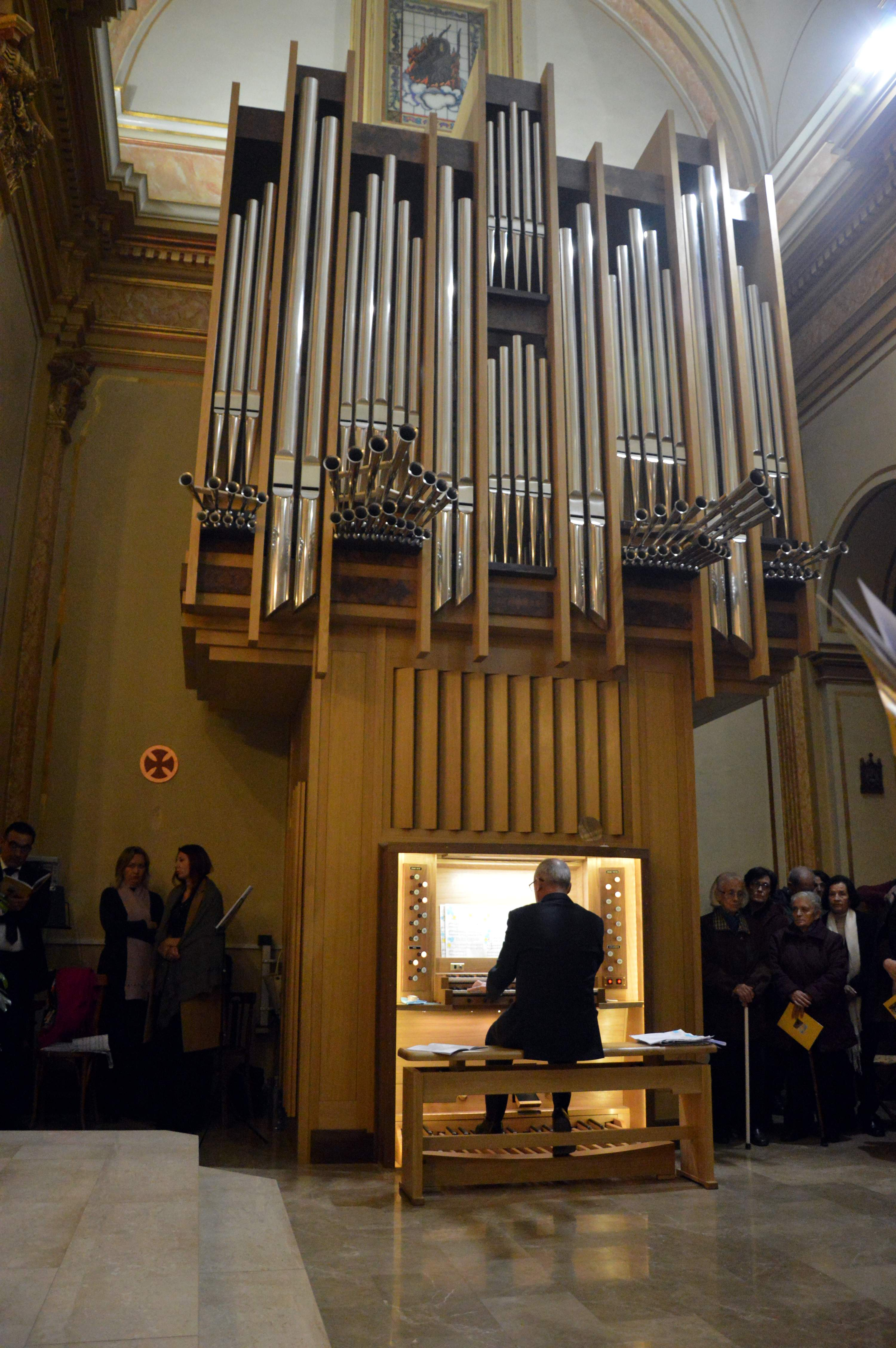
Órgano de la Iglesia parroquial del Salvador, durante el Concierto Inaugural, a cargo del organista Juan Manuel Lloret Frasquet (2018).

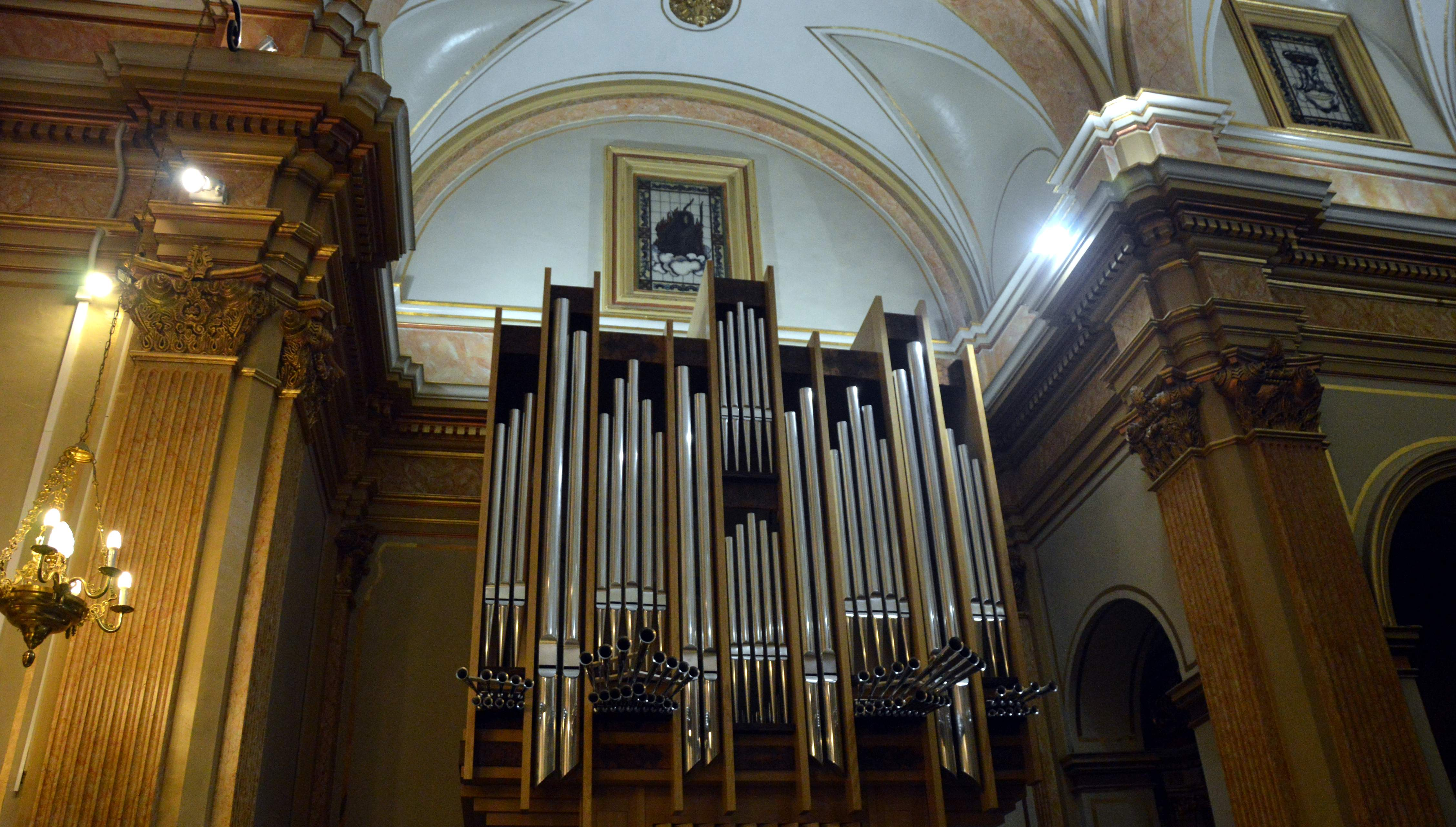
Detalle del órgano de la Iglesia parroquial del Salvador, 2018.

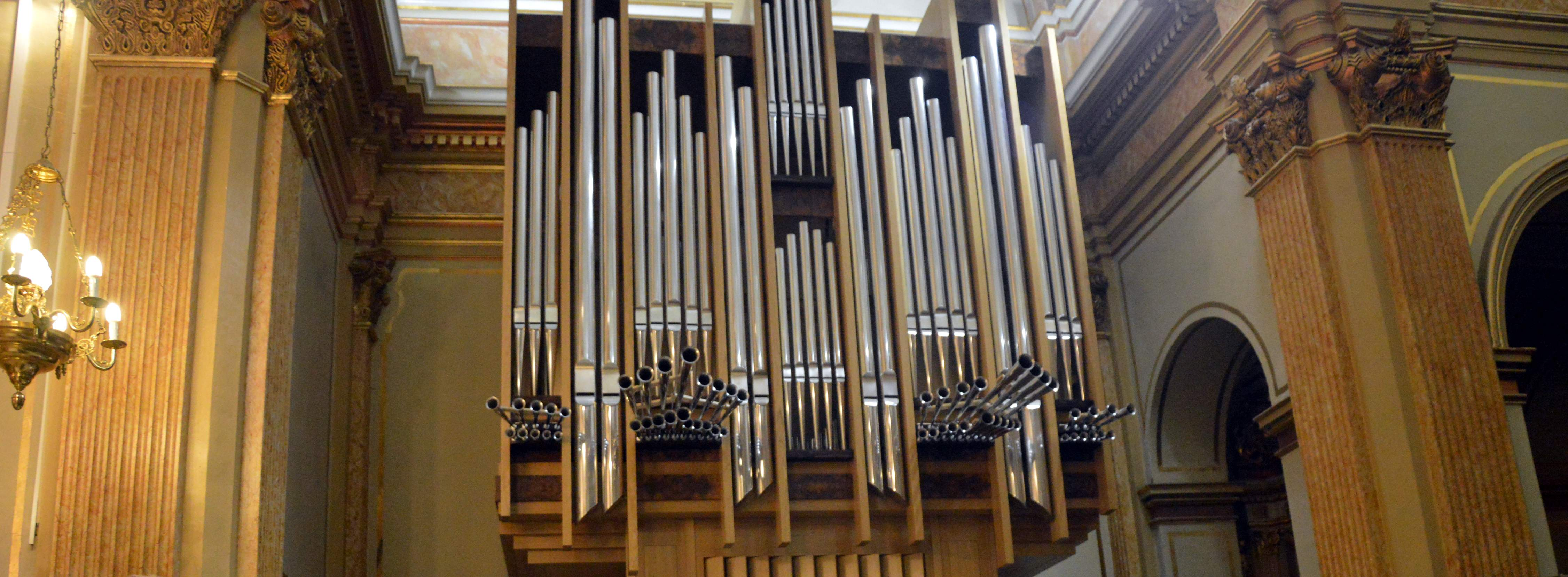
Detalle del órgano de la Iglesia parroquial del Salvador, 2018.

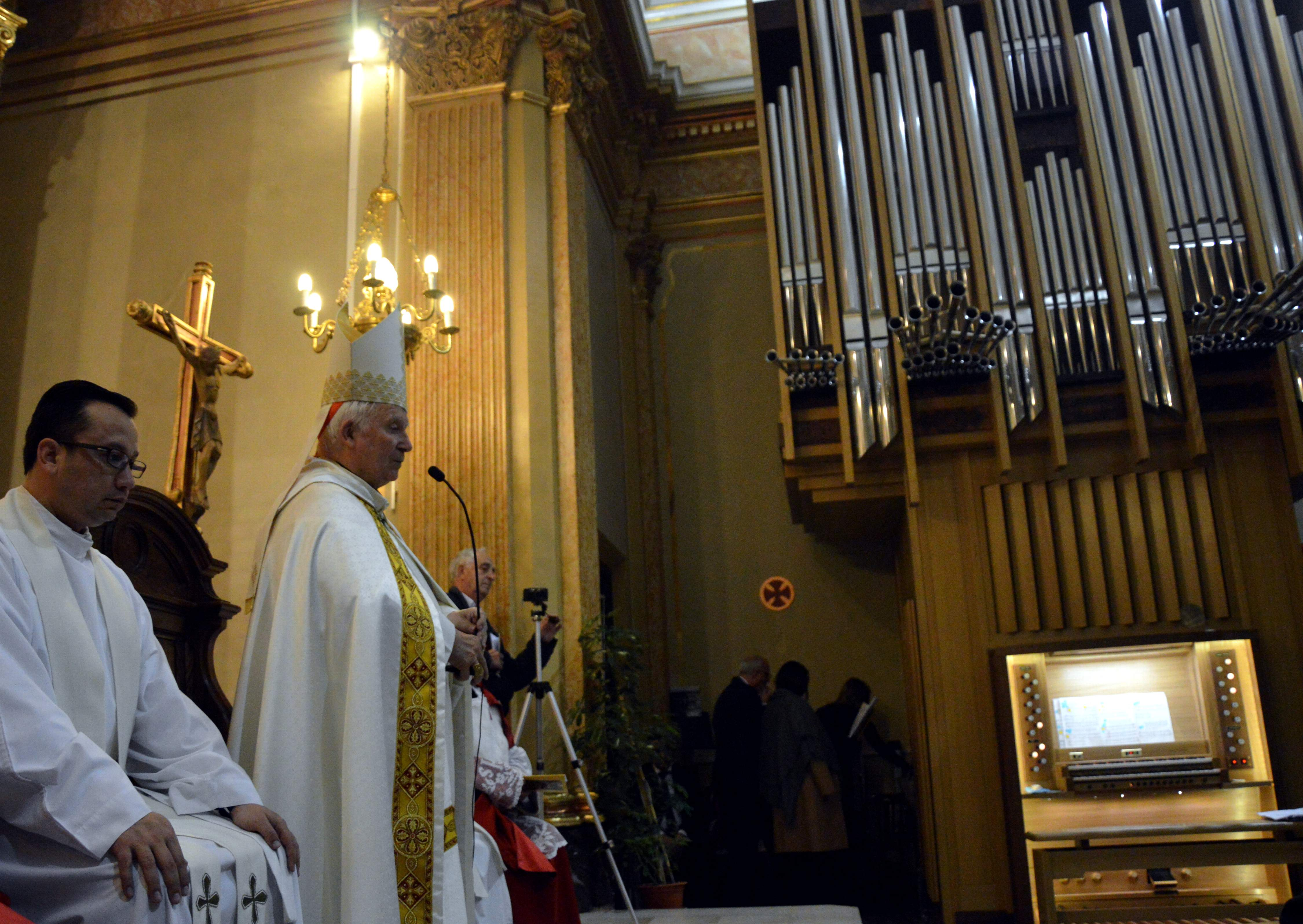
Detalle del acto de bendición del nuevo órgano de la Iglesia Parroquial del Salvador por el cardenal-arzobispo de Valencia, Antonio Cañizares Llovera (2018).

Construido entre los años 2017 y 2018 por «C.  Álvarez Organeros» en sus talleres de Villel (Teruel), fue bendecido por el arzobispo de Valencia, cardenal Antonio Cañizares Llovera el 6 de diciembre de 2018.

## Historia
Obra del maestro organero de origen cubano Carlos Manuel Álvarez Ramírez,- fue donado por los hermanos José y Jesús Blasco Aguilar.-
En palabras de los donantes, el nuevo órgano de la Iglesia Parroquial del Salvador es «Para que nuestra Parroquial de San Salvador, [...], pueda tener el mejor y más solemne servicio musical y litúrgico».
Tras la bendición del nuevo órgano tuvo lugar un «Concierto Inaugural», a cargo del organista valenciano Juan Manuel Lloret Frasquet (Benirredrá, 1966), la violinista y soprano rusa, María Khodarenko y la mezzosoprano ucraniana, Nadya Kashaeva.-

## Descripción técnica
Órgano de estilo sonoro barroco, concebido y diseñado conforme a las características físicas y acústicas de la iglesia parroquial del Salvador, ubicado en el crucero de la epístola.
Caja de estilo moderno fabricada en roble macizo con plafones laminados en raíz de nogal lacados en color natural, y estructura interna de pino.
Posee dos teclados de 56 notas (C-g’’’) y pedal de 30 notas (C-fº), con sistema de acoplamiento, II al I; I al pedal; II al pedal, accionado mediante elementos electro-mecánicos, como la mecánica de registros, que utiliza un sistema de selenoides, con un combinador capaz de memorizar hasta 10.000 combinaciones de registros sonoros.
Secretos de teclados y pedal con distribución diatónica, cromática y por octavas; tanto el bastidor como las tapas y panderetes están fabricados en madera de pino y contrachapado de abedul con ventanillas en madera de cedro.
Registros sonoros en madera de pino y metal de diversas aleaciones (desde el 80% Sn hasta el 40% Sn), según registro. Para el sistema de viento se incorporaron fuelles flotadores y de compensación, resguardados con badana bien curtida y curada, con un ventilador de 11 m³ 105 mm p/a., con cortina de regulación.
Afinación: LA`:440 Hz.
Temperamento: EQUAL.

## Registración

### Órgano Mayor (1º teclado)
- 1- Flautado principal 8" (56 tubos)
- 2- Violón 8" (56 tubos)
- 3- Octava 4" (56 tubos)
- 4- Flauta cónica 4" (56 tubos)
- 5- Lleno IV (224 tubos)
- 6- Docena 2 ⅔ (56 tubos)
- 7- Quincena 2" (56 tubos)
- 8- Trompeta real 8" (56 tubos)
- 9- Bajoncillo clarín 4' /8' (56 tubos)

### Órgano positivo (2º teclado con persianas de expresión)
- 10- Violón 8' (56 tubo)
- 11- Salicional 8' (56 tubos)
- 12- Tapadillo 4' (56 tubos)
- 13- Quincena 2' (56 tubos)
- 14- Decimonovena 1 ⅓' (56 tubos)
- 15- Corneta IV (124 tubos)
- 16- Zímbala III hil (168 tubos)
- 17- Clarín 4' (56 tubos)
- 18- Temblante.

### Pedal
- 19- Subbajo (30 tubos)
- 20- Bajo 8' (12 tubos)
- 21- Coral 4' (30 tubos)
- 22- Fagot 16' (30 tubos)

### Acoplamientos y accesorios
- I al II.
- I al pedal.
- II al pedal.

Total de tubos: 1.402 tubos reales.

## Dimensiones
Envergadura de la caja:
- Altura: 685 cm.
- Ancho: 367 cm.
- Profundidad: 165 cm.